# Trillium ovatum
Trillium ovatum er en flerårig, urteagtig plante med en opret vækst, store blade og hvide (senere brunrøde) blomster. Planten er skyggetålende og hårdfør, og derfor dyrkes den i havernes surbundsbede.

## Kendetegn
Trillium ovatum er en flerårig, urteagtig plante med en opret vækst. Den enlige, ugrenede stængel er opret og bærer forneden et antal kransstillede blade. Stænglen er hårløs, men dækket forneden af et brunligt hylster. Bladene er meget bredt ovale eller ægformede med hel rand. Oversiden er græsgrøn og rynket med fem forsænkede hovedribber. Undersiden er lysegrøn. Blomstringen foregår i maj-juni, hvor man finder den enlige blomst endestillet øverst på skuddet, men støttet af tre kransstillede højblade. Blomsten er 3-tallig og regelmæssig med hvide kronblade, der bliver lyserøde til brunrøde hen mod afblomstringen. Frugterne er kapsler med mange, små frø.
Rodsystemet består af en kort, tyk jordstængel, der bærer talrige, trævlede rødder.
Planten når 0,45 m højde og 0,30 m bredde.

## Hjemsted
Trillium ovatum er naturligt udbredt i det nordvestlige USA og det sydvestlige Canada, dvs. fra det sydlige British Columbia og Alberta over Washington, Oregon og Montana til Wyoming og det nordlige Colorado. Overalt er arten knyttet til letskygget skovbund med et tykt førnelag og en jord, der er sur til neutral, humusrig og vedvarende fugtig, men dog veldrænet.
I Olympic National Park, som ligger  på Olympichalvøen vest for Seattle, Washington, USA, findes nogle skove i lavlandet og på dalbunden mellem bjergene, hvor denne art vokser sammen med bl.a. Almindelig Linnæa, Amerikansk Skovstjerne, Broget Skumspiræa, Busket Bjergté, Bølle (flere arter), Drue-Hyld, Grøn Douglasgran, Kæmpe-Thuja, Kæmpe-Ædelgran, Sitka-Gran, Småhjerte, Sværdbregne, Vestamerikansk Hemlock og Vestamerikansk Mahonie

## Galleri
|  |  |  |  |

## Note
1. ↑  National Park Service: Olympic Lowland Forests – turistpræget gennemgang af de forskellige vegetationstyper i nationalparken (på (engelsk))